# (4981) Sinyavskaya
(4981) Sinyavskaya est un astéroïde de la ceinture principale.

## Description
(4981) Sinyavskaya est un astéroïde de la ceinture principale. Il fut découvert le 12 novembre 1974 à Nauchnyj par Lioudmila Tchernykh. Il présente une orbite caractérisée par un demi-grand axe de 2,88 UA, une excentricité de 0,08 et une inclinaison de 2,7° par rapport à l'écliptique.

## Compléments